# قائمة مبتكري باتمان
على الرغم من أن بوب كين حقق شهرة لابتكار الشخصية الخيالية الخارقة باتمان، فقد اعترف هو وآخرون بإسهامات بيل فينغر في تكوين الشخصية، وكتابة العديد من القصص في وقت مبكر، وخلق أصل الشخصية. العديد من مبتكري كتب الكوميكس الآخرين (الكتاب والفنانين، وأحيانا المحررين الذين ساهموا بالأفكار الهامة أو التغييرات المرتبطة بطريقة تقديم الشخصية) ساهموا في تاريخ الشخصية منذ ظهور باتمان في ديتكتيف كومكس العدد 27 في 1939. هذه القائمة تحدد بعض الذين قاموا بمساهمات بارزة ذات تأثير دائم.

## مبتكري شخصية باتمان
- بوب كين: المبتكر، والفنان
- بيل فينغر: المبتكر الفعلي، والكاتب

## المساهمون البارزون
- نيل آدامز
- جيم أبارو
- براين بولاند
- إد بروبيكر
- بول ديني
- تشاك ديكسون
- ستيف إنغلهارت
- غاردنر فوكس
- نيل غيمان
- ديك جيوردانو
- آلان غرانت
- ديفين غرايسون
- كارمين إنفانتينو
- كيلي جونز
- جيف لوب
- ديفيد مازوكيللي
- ديف ماكين
- فرانك ميلر
- شيلدون مولدوف
- دوغ مونش
- دان سلوت
- آلان مور
- غرانت موريسون
- غراهام نولان
- دينيس أونيل
- فرانك روبنز
- جيري روبنسون
- مارشال روجرز
- جريج روكا
- تيم سيل
- والت سايمنسون
- ديك سبرانغ
- كيرت سوان
- جون واجنر
- مارف ولفمان
- ديفيد وود